# Fridtjof-Nansen-Schule (Hannover)
Die Fridtjof-Nansen-Schule (FNS) in Hannover ist ein denkmalgeschütztes Schulgebäude zum Betrieb einer Grundschule und eine mehrfach ausgezeichnete Bildungsstätte mit besonderem Förderschwerpunkt im Bereich Gesundheit und Bewegung sowie Integration. Standort der in einem breiten Grünzug gelegenen Bildungseinrichtung ist die Leipziger Straße 38 im hannoverschen Stadtteil Vahrenheide (Ost).

## Geschichte und Beschreibung

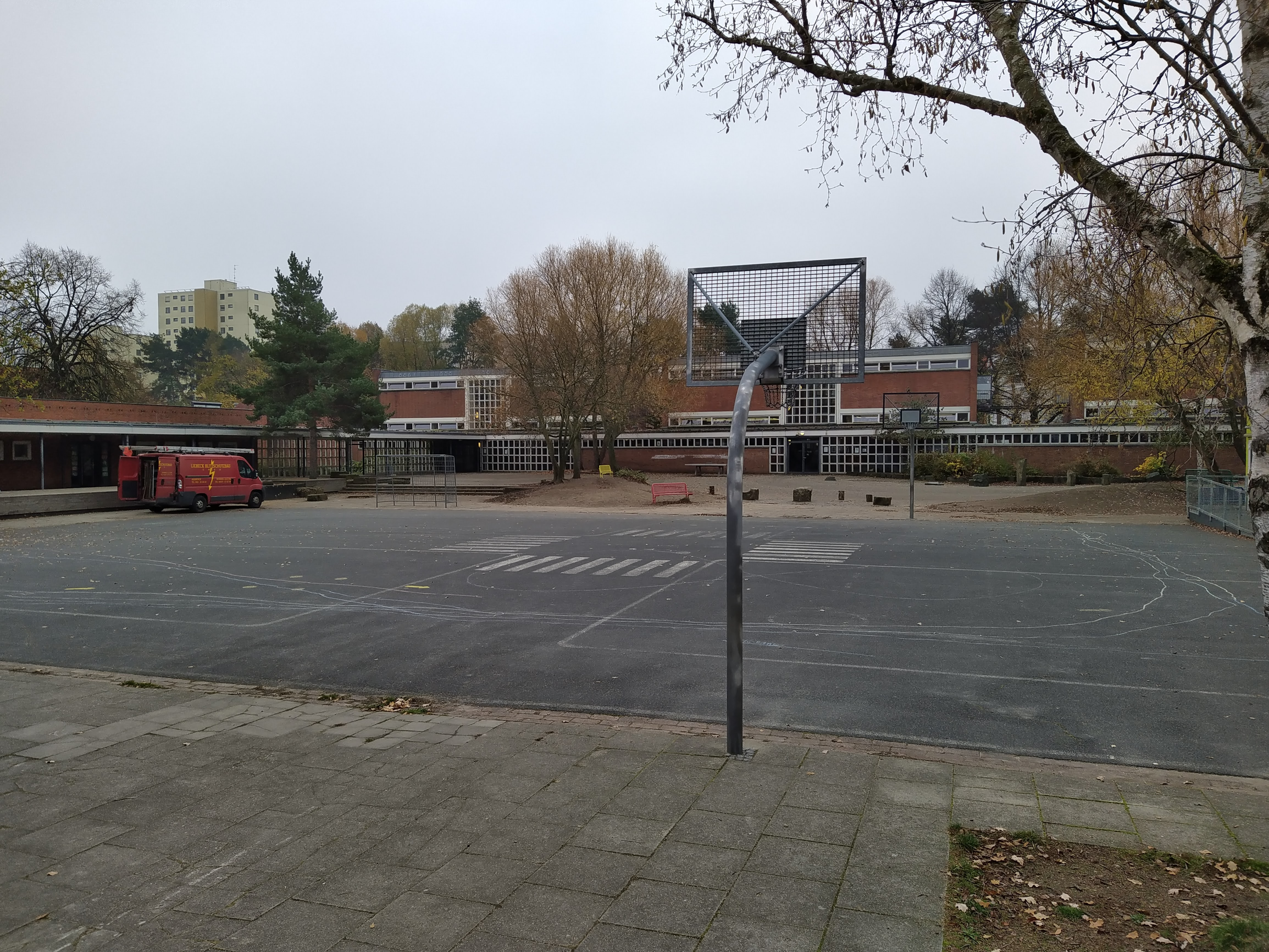
Pausenhof

Das Schulgebäude wurde in den Jahren 1960 bis 1962 ursprünglich als Volksschule „Fridtjof Nansen“ errichtet nach Plänen des Architekten Ernst Zinsser unter Mitarbeit von „G. Frantz“. Dabei sollte den hohen, weit auseinanderliegenden Zeilen der umliegenden Wohngebäude ein niedriger und in sich geschlossener Baukomplex als Schule gegenübergestellt werden. Hierfür gruppierte Zinsser die Baukörper um einen Pausenhof. Für 16 „Normalklassen“ waren vier zweigeschossige, von West nach Ost gestaffelt errichtete Gebäude vorgesehen, deren Klassenräume sich nach Süden orientieren. Westlich des Baukomplexes, an der Leipziger Straße, wurde die Pausen- und Eingangshalle errichtet. Diese Halle stellt die Verbindung her zwischen den gestaffelten Schultrakten auf der einen Seite und einem eingeschossigen Baukörper, in dem sich alle übrigen Schulräume finden. In diesem Gebäude findet sich – quasi als Mittelpunkt des Traktes – der sowohl auf den Eingangsbereich wie auf einen weiteren Innenhof bezogene Musiksaal.
Während die Wohnung des Hausmeisters und die Lehrerzimmer zur Straße hin ausgerichtet wurden, wurden die Räume für Sonderklassen im Norden und zum Pausenhof hin angelegt. Ein überdeckter Gang im Ostenbegrenzt den Pausenhof, über den der Schulkindergarten und die Turnhalle erschlossen wird.
Schüler und Lehrer der Fridtjof-Nansen-Schule sammelten bisher Erfahrungen als
- Pilotschule im internationalen WHO „Netzwerk gesundheitsfördernder Schulen“[3]
- Modellschule im Schulprojekt OPUS (offenes Partizipationsnetz und Schulgesundheit)[3]
- Mitglied im Netzwerk Innovativer Schulen der Bertelsmann Stiftung[3]
- Expo 2000 Schule[3]
- Projektschule im niedersächsischen Qualitätsnetzwerk[3]

und als Schule
- „mit effizienten und wertschätzenden schulischen Beteiligungs- und Steuerungsmodellen“[3]
- mit Partnerschulen in Ecuador und der Türkei[3]
- zur Schulentwicklung mit außerschulischen Partnern[3]

sowie als
- Gewinner des Pulsus Gesundheitspreises 2008[3]
- Gewinner des Deutschen Präventionspreises 2009[3]
- Gewinner des Integrationspreises des DFB 2009[3]

## Persönlichkeiten

### Lehrer
- Hans Bödecker (1928–2012), leitete die Schule als Direktor[4]